# Victor Fortune
Victor Morven Fortune (sinh ngày 21 tháng 8 năm 1883 mất ngày 2 tháng 1 năm 1949), là một sĩ quan quân đội Anh. Ông tham gia cả hai cuộc chiến tranh thế giới. Ông chỉ huy sư đoàn Cao nguyên 51 trong trận chiến nước Pháp và sau đó bị mắc kẹt phải đầu hàng Đức Quốc xã vào ngày 12 tháng 6 năm 1940.